# Neo-Geo CD
De Neo-Geo CD was een door SNK ontwikkelde Neo-Geo-spelcomputer met een ingebouwd cd-rom-station, terwijl de originele Neo-Geo een op spelcartridges gebaseerd acrade- en spelcomputersysteem was.

## Neo-Geo CD
De Neo-Geo CD werd vlak na de introductie van de Neo-Geo AES, een cartridge gebaseerd systeem, geïntroduceerd om de fabricagekosten te verlagen. De fabricage van CD-media kostte slechts een fractie in vergelijking met een spelcartridge. In de Verenigde Staten bedroeg de introductieprijs $300. Het cd-rom-station had een enkelvoudige leessnelheid, met lange laadtijden als gevolg, maar was geschikt om ook audio-cd's af te kunnen spelen. Andere spelcomputers uitgerust met een cd-rom-station uit dezelfde periode hadden overigens een vergelijkbare leessnelheid. De prijzen van Neo-Geo CD-spellen werden verkocht voor $50 in vergelijking tot cartridges voor een Neo-Geo AES of MVS, die vanaf $200 waren geprijsd.
De Neo-Geo CD werd geleverd met een joypad in plaats van een joystick bij de Neo-Geo AES en MVS. De besturing werd hierdoor enigszins stijf en "houterig" en veroorzaakte speelproblemen indien men een joystick was gewend.
Uiteindelijk werd de Neo-Geo CD een flop, voornamelijk veroorzaakt door gebrek aan marketing van het CD-systeem en de relatief lange laadtijd van een spel. De lange laadtijd kon gedeeltelijk worden verklaard doordat de spelgrootte voor het Neo-Geo-systeem (10 tot 300 Mbit) aanzienlijk groter was dan voor concurrerende spelsystemen (1 tot 5 Mbit).

## Neo-Geo CDZ
Exclusief in Japan werd de Neo-Geo CDZ geïntroduceerd ter vervanging van de originele Neo-Geo CD. De Neo-Geo CD had een beperkt succes omdat het werd geplaagd door de, zoals eerder al opgemerkt, lange laadtijden voor spellen. Deze laadtijden, afhankelijk van het spel, varieerden van 30 tot 60 seconden tussen levels. Het hoofdkantoor van SNK in Japan dacht door deze laadtijden te verkorten de winstgevendheid van het systeem te kunnen behouden en voort te zetten. De Amerikaanse tak van SNK realiseerde zich echter snel dat het systeem niet was opgewassen tegen de Sega Saturn en Sony PlayStation, die beide over 3D-technologie beschikten.

### Geruchten en feiten
Hardnekkige geruchten beweerden dat SNK verschillende hardwarematige wijzigingen had aangebracht in de gebruikte CD-technologie voor de Neo-Geo CDZ, waaronder de verhoging van leessnelheid van het cd-rom-station van 1x naar 2x. In werkelijkheid was het interne systeemgeheugen van de CDZ vergroot waardoor er meer tijdelijke opslagruimte beschikbaar was. Dit reduceerde de laadtijden omdat de noodzaak om spelgegevens van CD-media (tussentijds) te lezen grotendeels verdween. Ondanks dat de laadtijd was verkort, dit bleek niet voldoende voor een waarneembaar verschil.
Daarnaast had het systeem een ontwerpfout dat leidde tot oververhitting van het systeem bij langdurig gebruik. Het systeem stopte door oververhitting vaak met functioneren en was naderhand moeilijk te repareren.

### Verkrijgbaarheid van de CDZ
De CDZ-variant was SNK's derde van de drie generaties van het Neo-Geo CD-systeem. De eerste twee generatie beschikten over een voorlader en een toplader cd-station. Net als de originele voorlader werd de CDZ enkel in Japan verkocht. Het systeem beschikte echter niet over een regioblokkeercode (waarover een dvd tegenwoordig wel beschikt) dat CD-software blokkeerde als het in een Amerikaans of Europees systeem werd afgespeeld. Dit maakte de CDZ een gewild import product voor Neo-Geo enthousiastelingen.

## Specificaties
- Processor: 16 bit Motorola 68000 met een kloksnelheid van 14 MHz
- Kleuren
  - maximaal aantal gelijktijdige kleurweergave: 4096
  - kleurenpalet: 65.536
- Weergave
  - resolutie: 320 x 224 beeldpunten
  - maximaal aantal sprites: 380
  - maximale spritegrootte: 16 x 512 beeldpunten
  - aantal planes: 3
- Geheugen
  - intern
    - werkgeheugen RAM: 56 Mbit + 64 kb cache
    - video RAM: 512 Kb
    - Z80 RAM: 2 kbit

  - extern
    - Opslaggeheugen: 56 Mbit
- Geluid
  - 13 kanaals Yamaha YM2610
- cd-rom leessnelheid: 1x (150 kB/s)

## Andere Neo-Geo systemen

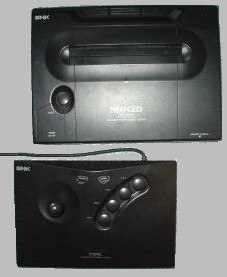
Neo-Geo AES spelcomputer met controller

Naast de Neo-Geo CD en Neo-Geo CDZ zijn er verschillende Neo-Geo-systemen voor thuisgebruik ontwikkeld, allen gebaseerd op dezelfde hardware als de speelhalvariant. Ook werden er twee handzame en draagbare systemen ontwikkeld onder de naam Neo-Geo Pocket.
- Hyper Neo-Geo 64 (speelhal spelsysteem)
- Neo-Geo
- Neo-Geo Pocket
- Neo-Geo Pocket Color